# Aesculus parryi
Aesculus parryi är en kinesträdsväxtart som beskrevs av Asa Gray. Aesculus parryi ingår i släktet hästkastanjer, och familjen kinesträdsväxter. Inga underarter finns listade i Catalogue of Life.